# Шарджа (город)
Ша́рджа (араб. الشَّارقَة‎, лит. араб. аш-Ша́рика, диалект. аш-Ша́рджа) — третий по величине город в ОАЭ. Административный центр одноимённого эмирата Шарджа.
Население — 1 685 000 человек (2020). Вместе с Дубаем и Аджманом образует агломерацию с населением в 3 132 181 человек.

## История
Поселения на месте Шарджи известны с древних времен. Бурный расцвет торговли в XIX веке сделал город важным морским портом в Персидском заливе.

## География и климат
Расположен на берегу Персидского залива к северо-востоку от столицы — Абу-Даби по соседству с Дубаем и Аджманом, образуя агломерацию. За последние 20 лет город сильно увеличился в размерах, вобрав в себя пригородные деревушки. Сейчас Шарджа занимает территорию в 235,5 км², промышленные кварталы и пригороды протянулись на несколько километров в направлении пустыни на север и восток. Центр же города расположился вдоль лагуны, где расположены зоны отдыха и парки.
| Показатель                    | Янв. | Фев. | Март | Апр. | Май  | Июнь | Июль | Авг. | Сен. | Окт. | Нояб. | Дек. | Год   |
| ----------------------------- | ---- | ---- | ---- | ---- | ---- | ---- | ---- | ---- | ---- | ---- | ----- | ---- | ----- |
| Средний суточный максимум, °C | 24,2 | 25,2 | 28,8 | 34,0 | 38,5 | 40,8 | 42,2 | 41,7 | 39,8 | 36,0 | 30,9  | 26,2 | 33,2  |
| Средняя температура, °C       | 18,2 | 18,9 | 22,1 | 26,1 | 30,2 | 32,7 | 34,9 | 34,7 | 32,0 | 28,3 | 23,7  | 19,8 | 26,4  |
| Средний суточный минимум, °C  | 12,1 | 12,7 | 15,3 | 18,3 | 21,9 | 24,6 | 27,5 | 27,7 | 24,3 | 20,6 | 16,4  | 13,5 | 19,6  |
| Норма осадков, мм             | 9,5  | 34,8 | 33,0 | 7,5  | 1,4  | 0,0  | 0,1  | 0,1  | 0,0  | 0,1  | 5,1   | 15,5 | 107,1 |
| Источник:                     |      |      |      |      |      |      |      |      |      |      |       |      |       |

## Транспорт
В городе имеется морской порт и крупный международный аэропорт, действующий с 1932 года, автобусная станция для связи с другими эмиратами страны.
Внутригородской транспорт: автобус и муниципальное такси.
В городе организован автобусный экскурсионный маршрут по центру города.

## Достопримечательности
Главными достопримечательностями города являются мечеть короля Фейсала — одна из крупнейших на Ближнем Востоке (вмещает до 3 тыс. молящихся), старинный район Мереджа, сторожевые башни вдоль побережья залива Аль-Хан, монумент Священному Корану, памятник Прогрессу, многочисленные музеи и выставки, а также Парк развлечений Аль-Джазира на острове и прекрасные пляжи лагуны Халид. В Шардже находится третий по высоте в мире (после Джидды и Женевы) фонтан, бьющий прямо из залива. В Шардже находятся крупные восточные базары, рыбный рынок. Город также славится своими музеями: Национального наследия, Искусства, Археологический и научный музеи.
В эмирате и городе действуют самые строгие на территории ОАЭ традиционные нормы ислама.

## Галерея

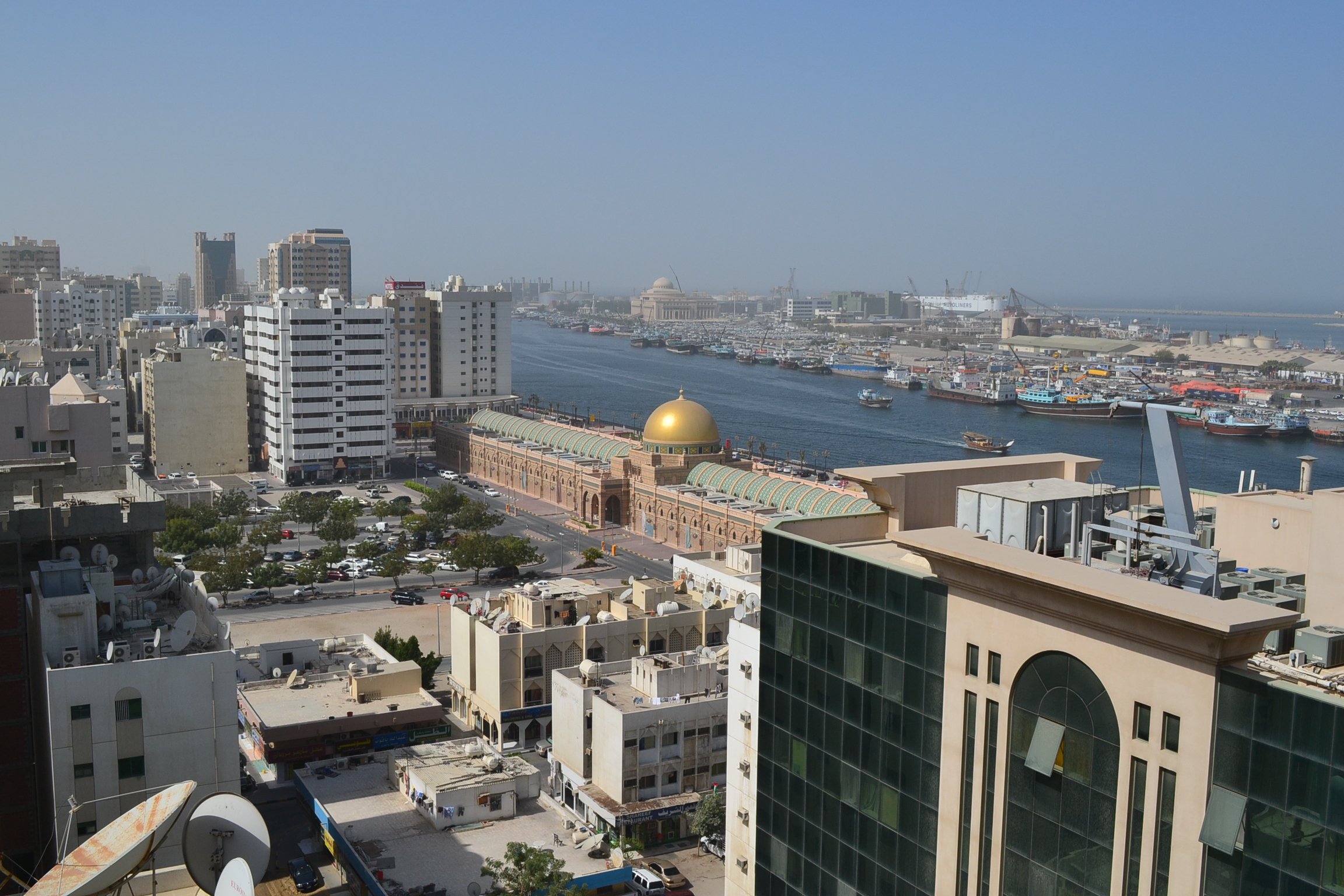
Музей Ислама
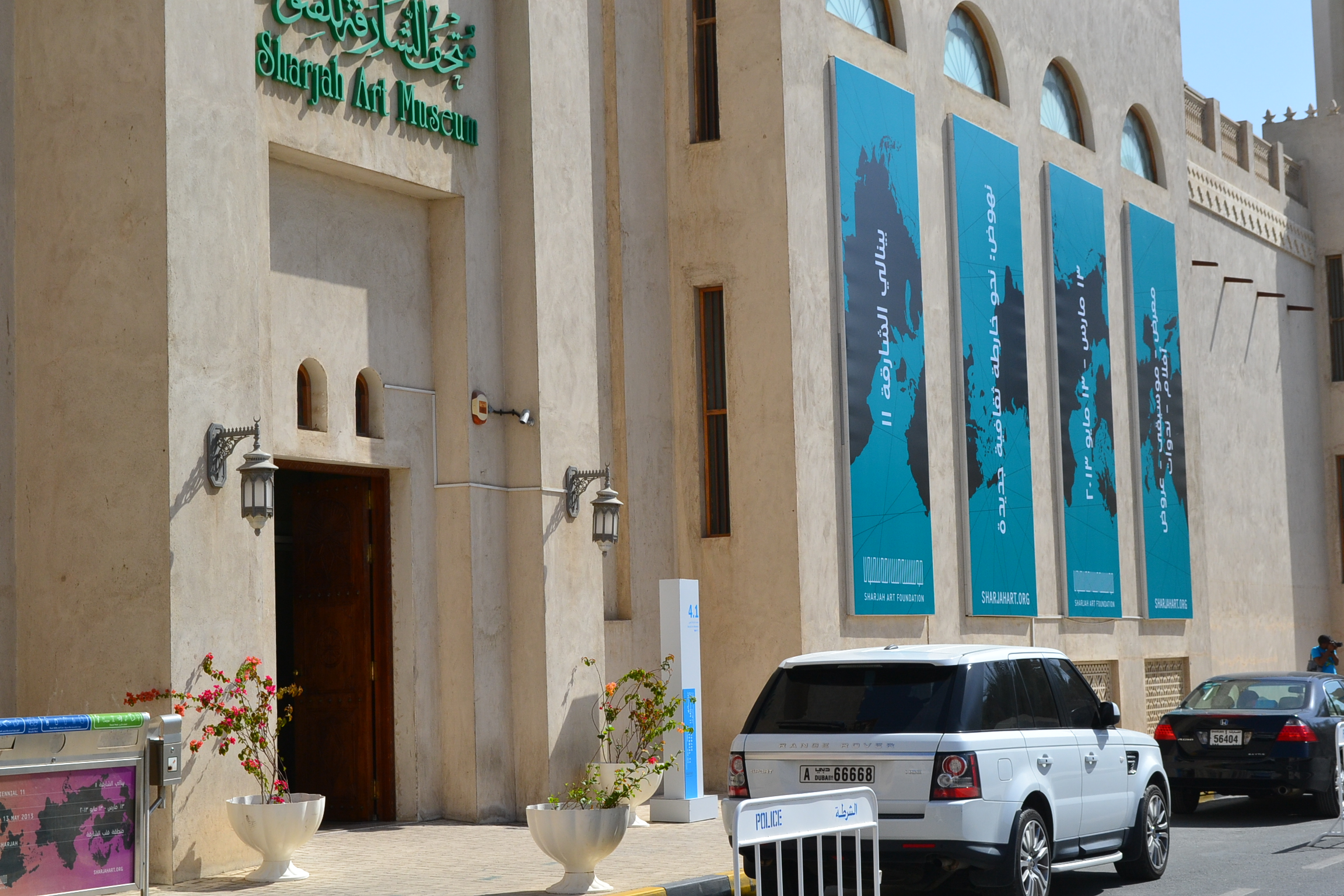
Музей Искусства
Церковь апостола Филиппа в Шардже
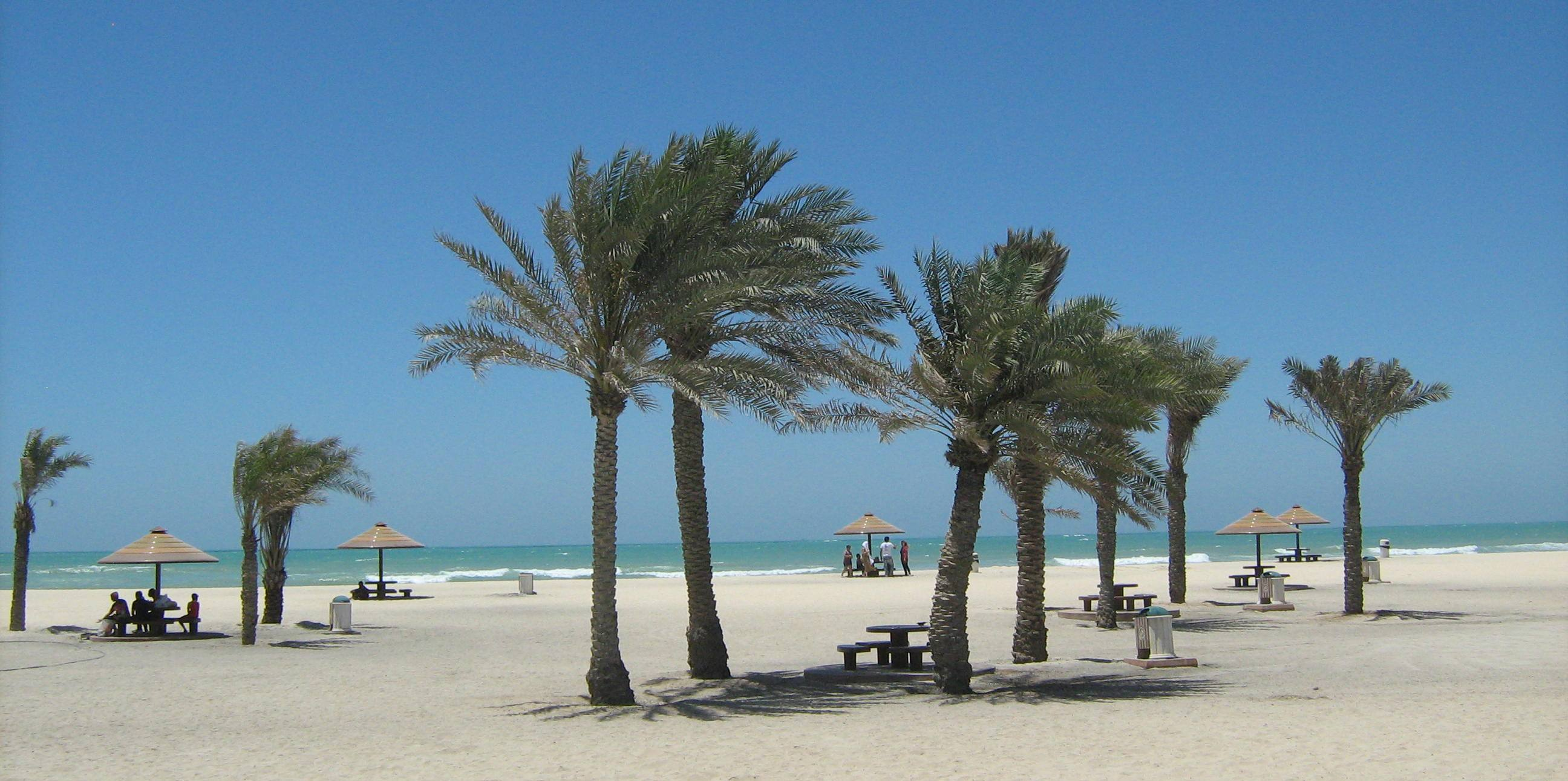
Городской муниципальный пляж
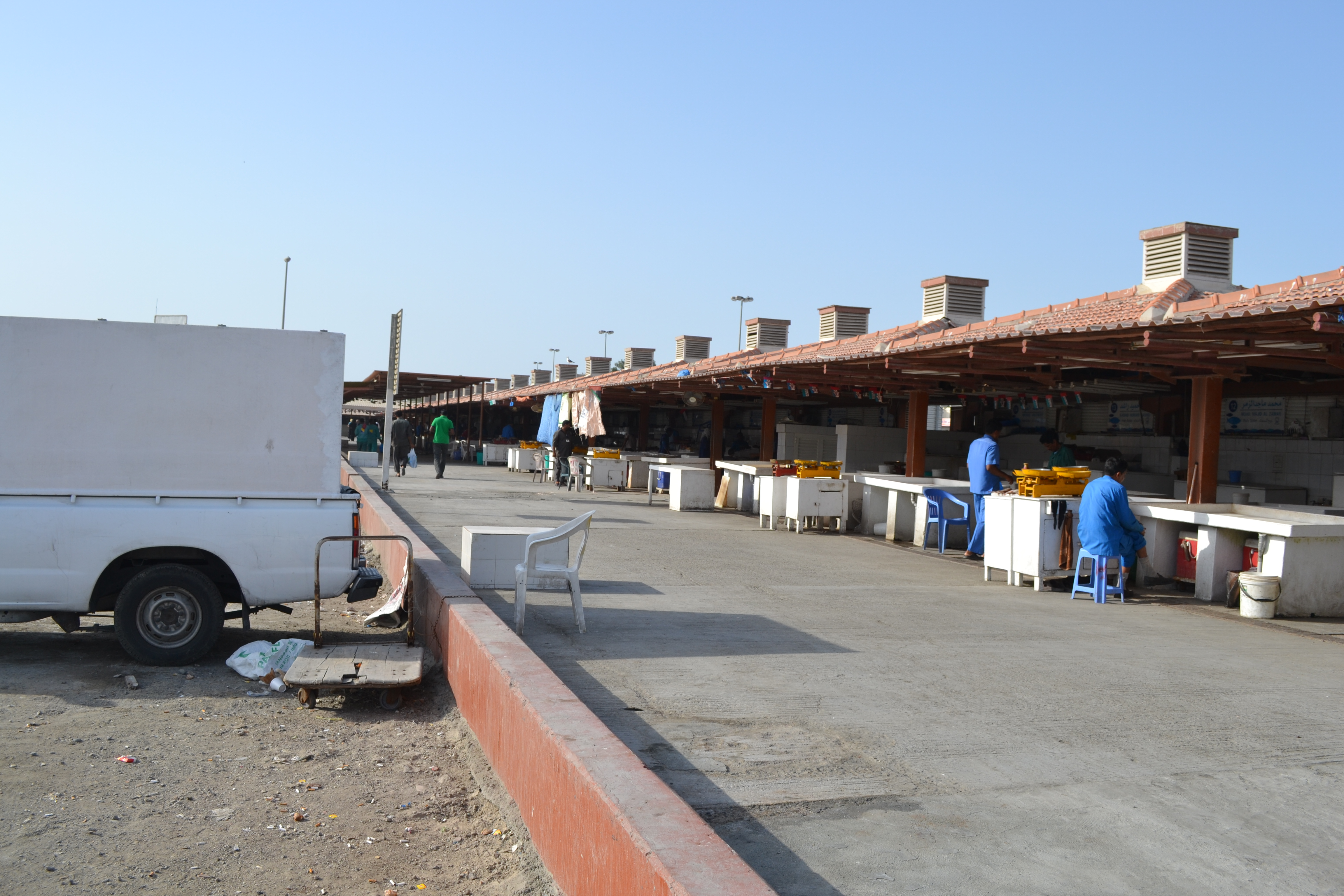
Рыбный рынок в обеденный перерыв
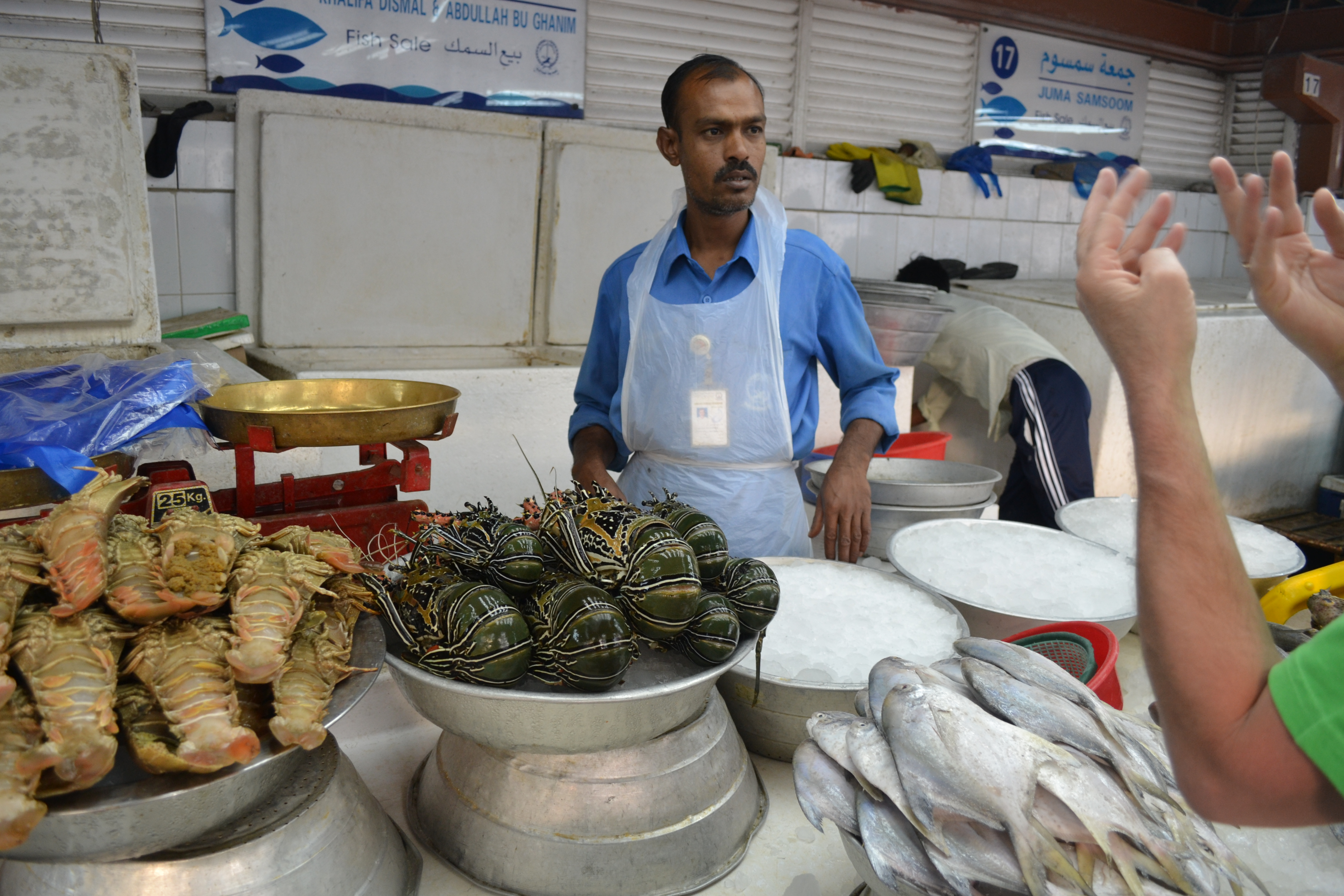
Рыбный торг
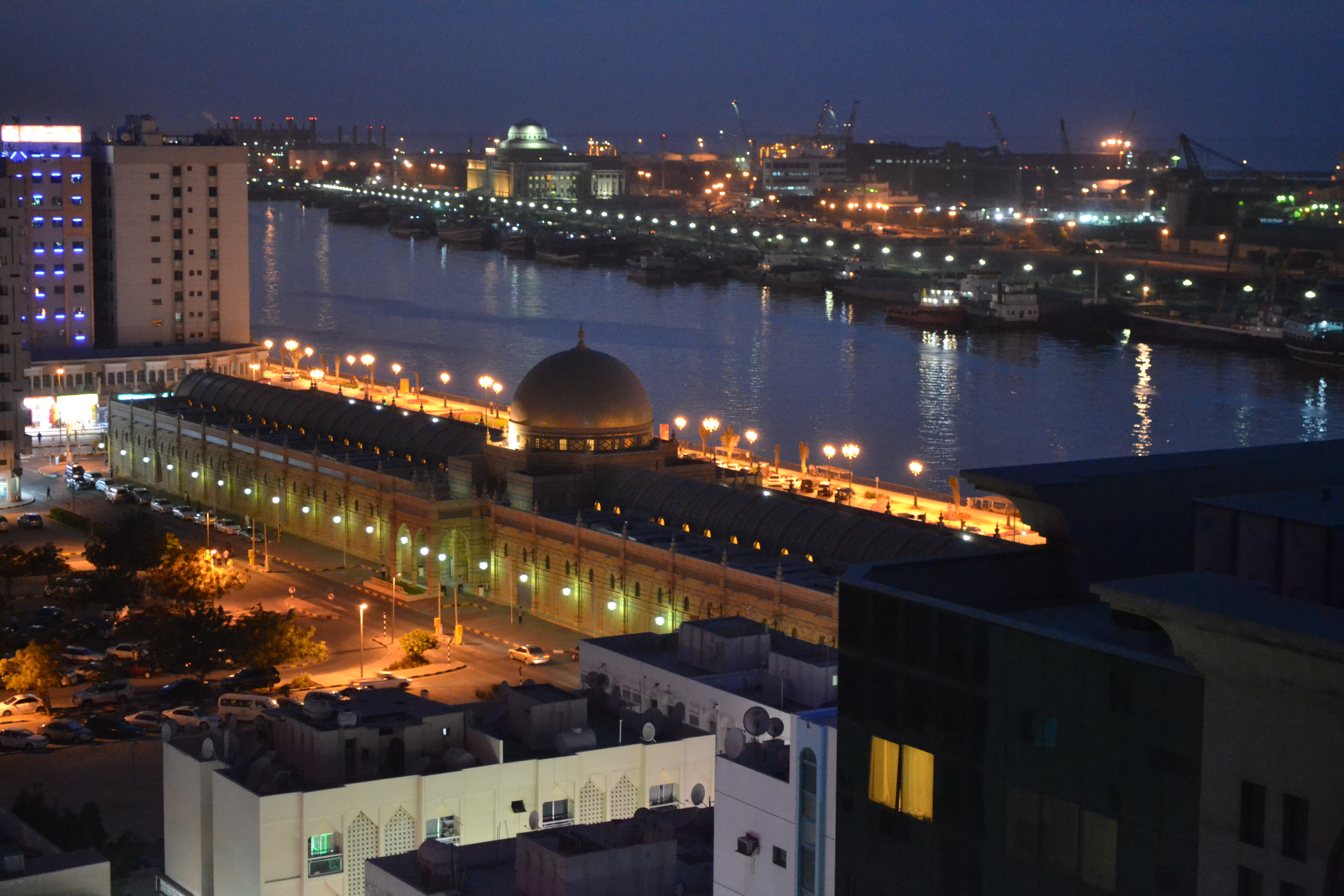
Вид на залив и музей Ислама в вечернее время

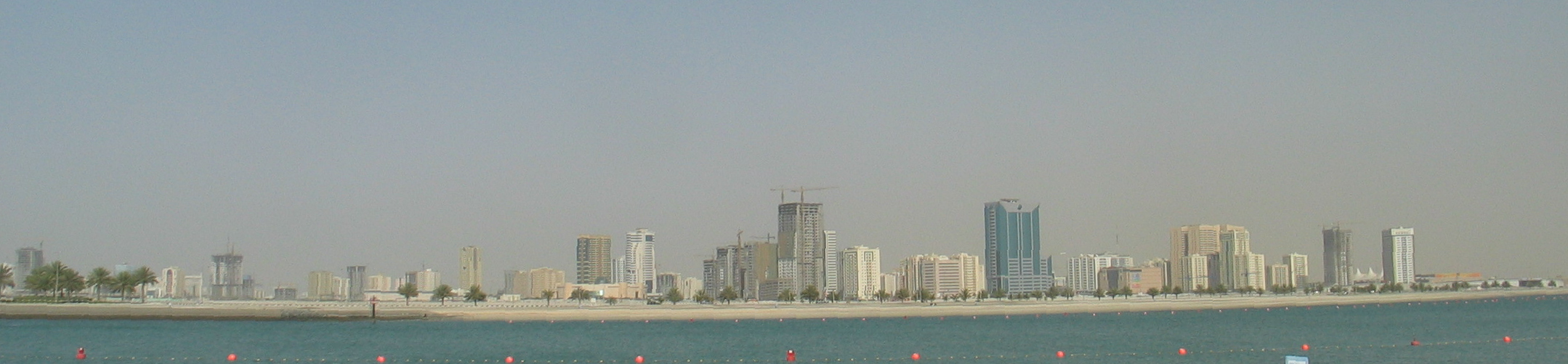
Панорама Шарджи

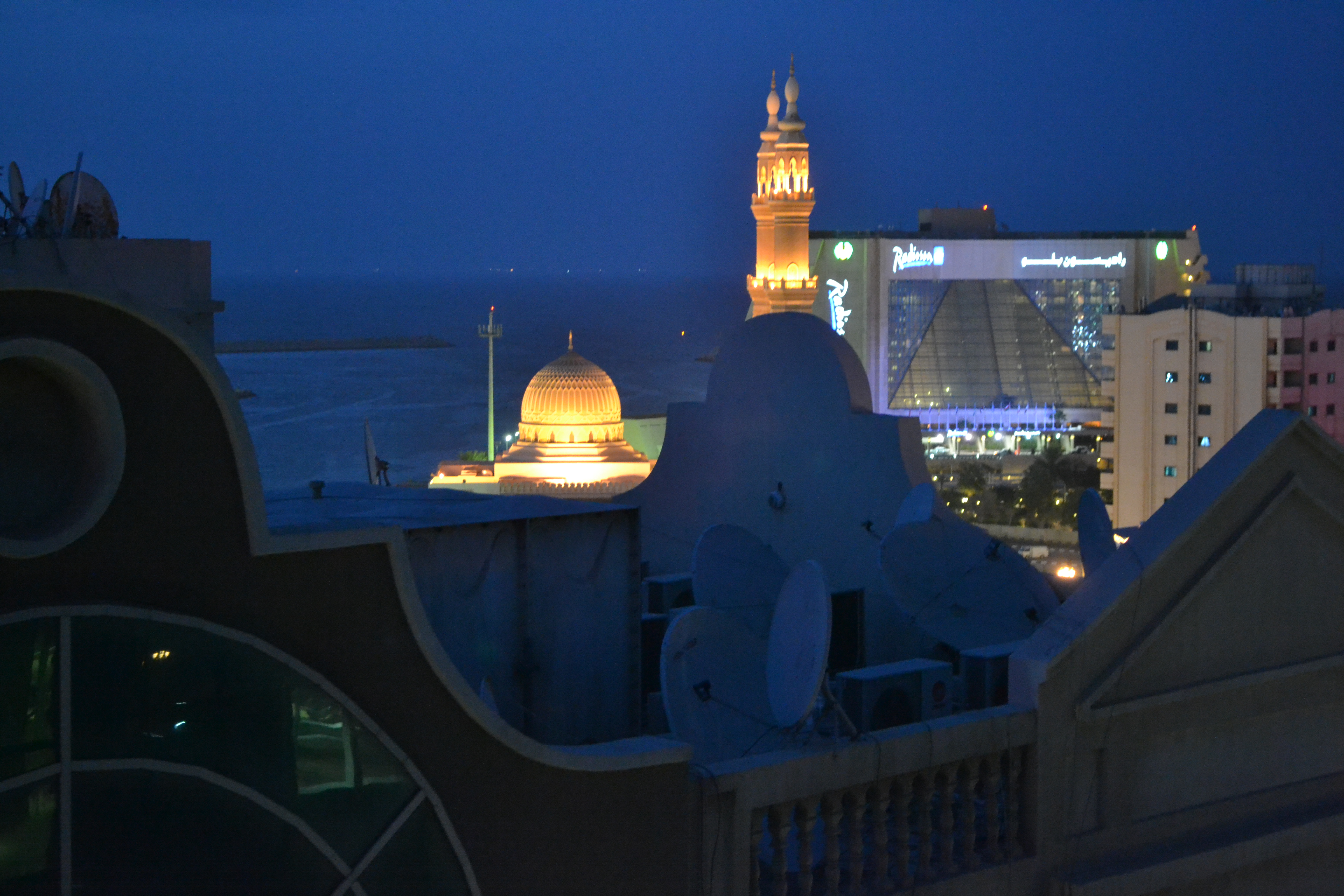
Вход в залив

## Города-побратимы
- Гранада, Испания[2]